# Gino Loria
Gino Benedetto Loria (Mântua, 19 de maio de 1862 – Gênova, 30 de janeiro de 1954) foi um matemático italiano.
Giono Loria graduou-se em 1883 na Universidade de Turim. A partir de 1886 ensinou álgebra e geometria analítica na Universidade de Genova. Em 1935, teve que deixar o ensino após a promulgação das leis raciais fascistas e refugiou-se na Vales Valdenses.
Seus estudos matemáticos no âmbito da geometria abrangem as transformações racionais e as funções elípticas. No entanto, é lembrado principalmente por sua contribuição para o desenvolvimento de estudos da história da matemática, na Itália, e muitos de seus livros foram traduzidos para outros idiomas, especialmente para o alemão. Influenciou na utilização do terceiro plano de projeção que foi adotado na Geometria Descritiva.
Foi palestrante convidado do Congresso Internacional de Matemáticos em Zurique (1897), Heidelberg (1904: Pour une histoire de la géométrie analytique e Sur l'enseignement des mathématiques en Italie ), Roma (1908), Cambridge (1912), Bolonha (1928) e Zurique (1932).
O asteroide (27056 Ginoloria) leva o seu nome.

## Obras
- Curve sghembe speciali algebriche e trascendenti (2 vol.) (Bologna: N. Zanichelli, 1925)
- Le scienze esatte nell' antica Grecia (Milão: U. Hoepli, 1914)
- Storia delle matematiche dall'alba della civiltà al tramonto del secolo XIX (Milão, U. Hoepli 1950)
- (em alemão) Vorlesungen über darstellende Geometrie (2 vol.) (Berlim: B.G. Teubner, 1907)
- (em alemão) Die hauptsachlichsten theorien der geometrie in ihrer fruheren und heutigen entwickelung (Berlin: B.G. Teubner, 1907)

### Artigos
- "La scienza nel secolo 18.", Scientia : rivista internazionale di sintesi scientifica, 45, 1929, pp. 1-12.
- "Lo sviluppo delle matematiche pure durante il secolo 19. Parte 1: La Geometria: dalla geometria descrittiva alla geometria numerativa", Scientia : rivista internazionale di sintesi scientifica, 45, 1929, pp. 225-234.
- "Lo sviluppo delle matematiche pure durante il secolo 19. Parte 2: La Geometria: dalla geometria differenziale all'analysis situs", Scientia : rivista internazionale di sintesi scientifica, 45, 1929, pp. 297-306.
- "La legge d'evoluzione propria delle matematiche", Scientia : rivista internazionale di sintesi scientifica, 41, 1927, pp. 321-332.